# حوزه انتخابیه اول نیوجرسی
حوزه انتخابیه اول نیوجرسی یک حوزه انتخابیه مجلس نمایندگان آمریکا است که در ایالت نیوجرسی قرار دارد.